# Witterswil
Witterswil (toponimo tedesco) è un comune svizzero di 1 494 abitanti del Canton Soletta, nel distretto di Dorneck.
È uno dei comuni della valle di Leimental.